# Rafsbotn
Rafsbotn (nordsamisch Reaššvuonna; kvenisch Rässivuono) ist eine Ortschaft in der norwegischen Kommune Alta in der nordnorwegischen Provinz (Fylke) Finnmark. Der Ort hat 462 Einwohner (Stand: 1. Januar 2024).

## Geografie
Rafsbotn ist ein sogenannter Tettsted, also eine Ansiedlung, die für statistische Zwecke als eine städtische Siedlung gewertet wird. Der Ort liegt im Nordosten der Bucht Rafsbotn, die zum Altafjord gehört. Die Stadt Alta befindet sich rund 12 Kilometer weiter südwestlich.

## Verkehr
Durch Rafsbotn führt in Nord-Süd-Richtung die Europastraße 6 (E6). Die E6 stellt unter anderem die Verbindung zur Stadt Alta und zum dort gelegenen Flughafen Alta her. In Rafsbotn zweigt zudem der Fylkesvei 8006 in Richtung Westen von der E6 ab. Der Fylkesvei führt von dort aus entlang der Nordküste der Bucht Rafsbotn bis zum Ort Russeluft.

## Kapelle
In Rafsbotn befindet sich die Rafsbotn kapell. Die Holzkapelle wurde im Jahr 1989 fertiggestellt und hat rund 120 Sitzplätze.

## Name
Der norwegische Ortsname leitet sich vom Namen der gleichnamigen Bucht ab. Der Namensbestandteil -botn bedeutet „inneres Ende eines Fjords“. Der erste Teil des Namens leitet sich wahrscheinlich von *Rapts ab, einer Genitivform des altnordischen Wortes raptr ab.